# Livius.org
Livius.org ist ein vom niederländischen Historiker Jona Lendering (Freie Universität Amsterdam) 1996 geschaffenes (seit 2000 unter der derzeitigen Internetadresse), englischsprachiges Webportal, das sich mit der Geschichte des Altertums befasst. 
Mit der Zeit sind zahlreiche Artikel zu den unterschiedlichen Themen von Lendering erstellt und dort veröffentlicht. Der Schwerpunkt liegt auf der Geschichte Persiens und des antiken Griechenlands, dabei speziell auf der Zeit Alexanders des Großen. Ebenso wird die Geschichte des Judentums und Roms berücksichtigt. Lendering hat zusammen mit dem Fotografen Marco Prins zahlreiche Fotografien auf der Website eingestellt. 
Ebenfalls dort einsehbar sind englischsprachige Übersetzungen ausgewählter antiker Texte, die teilweise ansonsten nicht frei abrufbar sind. Die Editionen und Übersetzungen dort abrufbarer altorientalischer Texte sind auf Grundlage der Arbeiten von Irving Finkel (British Museum, London) und Bert van der Spek (Freie Universität Amsterdam) erstellt worden, die zwei anerkannte Experten für Keilschrifttexte sind. Auf diese bei Livius.org verfügbaren Texte wird auch in einigen Fachpublikationen hingewiesen.